# César Amaya
Cesar Amaya (Valledupar, Cesar, Colombia; 12 de octubre de 1990) es un futbolista colombiano. Juega como delantero y su equipo actual es el Club Llaneros de la Categoría Primera B colombiana. 
Es hermano del exfutbolista Diego Amaya.

## Trayectoria
Se formó en las divisiones inferiores del Deportivo Cali, anotó el primer gol de la final de la Copa Colombia 2010, en la cual el Deportivo Cali se coronó campeón. En 2012 fue prestado al Real Cartagena por un año y volvió al equipo verdiblanco en 2013, además tuvo que demandar al Real Cartagena ya que no le cumplieron en su totalidad los términos del contrato. 
En 2013 se transfirió al Deportes Tolima donde jugó hasta el siguiente año consiguiendo el título de Copa Colombia de 2014. En 2015 se unió al Atlético Bucaramanga equipo con el cual lograron el ascenso a la Categoría Primera A. Debido a su buena actuación durante las pasadas temporadas fue llevado de vuelta el Deportivo Cali en 2016.

## Clubes
| Club                 | País                | Año                 | Partidos | Goles |
| -------------------- | ------------------- | ------------------- | -------- | ----- |
| Deportivo Cali       | Colombia            | 2009 - 2012         | 47       | 19    |
| Real Cartagena       | Colombia            | 2012                | 8        | 0     |
| Deportivo Cali       | Colombia            | 2013                | 2        | 1     |
| Deportes Tolima      | Colombia            | 2013 - 2014         | 17       | 2     |
| Atlético Bucaramanga | Colombia            | 2015                | 34       | 13    |
| Deportivo Cali       | Colombia            | 2016                | 14       | 4     |
| Rionegro Águilas     | Colombia            | 2016                | 15       | 1     |
| Deportivo Cali       | Colombia            | 2017                | 26       | 2     |
| Once Caldas          | Colombia            | 2018                | 40       | 4     |
| Deportivo Cali       | Colombia            | 2019                | 6        | 0     |
| Deportivo Pasto      | Colombia            | 2019-2020           | 9        | 3     |
| Cortuluá             | Colombia            | 2020                | 0        | 0     |
| Deportivo Pasto      | Colombia            | 2021                | 0        | 0     |
| Club Llaneros        | Colombia            | 2021-presente       | 0        | 0     |
| Total en su carrera  | Total en su carrera | Total en su carrera | 218      | 49    |

## Palmarés

### Campeonatos nacionales
| Título        | Club                 | País     | Año  |
| ------------- | -------------------- | -------- | ---- |
| Copa Colombia | Deportivo Cali       | Colombia | 2010 |
| Copa Colombia | Deportes Tolima      | Colombia | 2014 |
| Primera B     | Atlético Bucaramanga | Colombia | 2015 |